# توتن‌پس

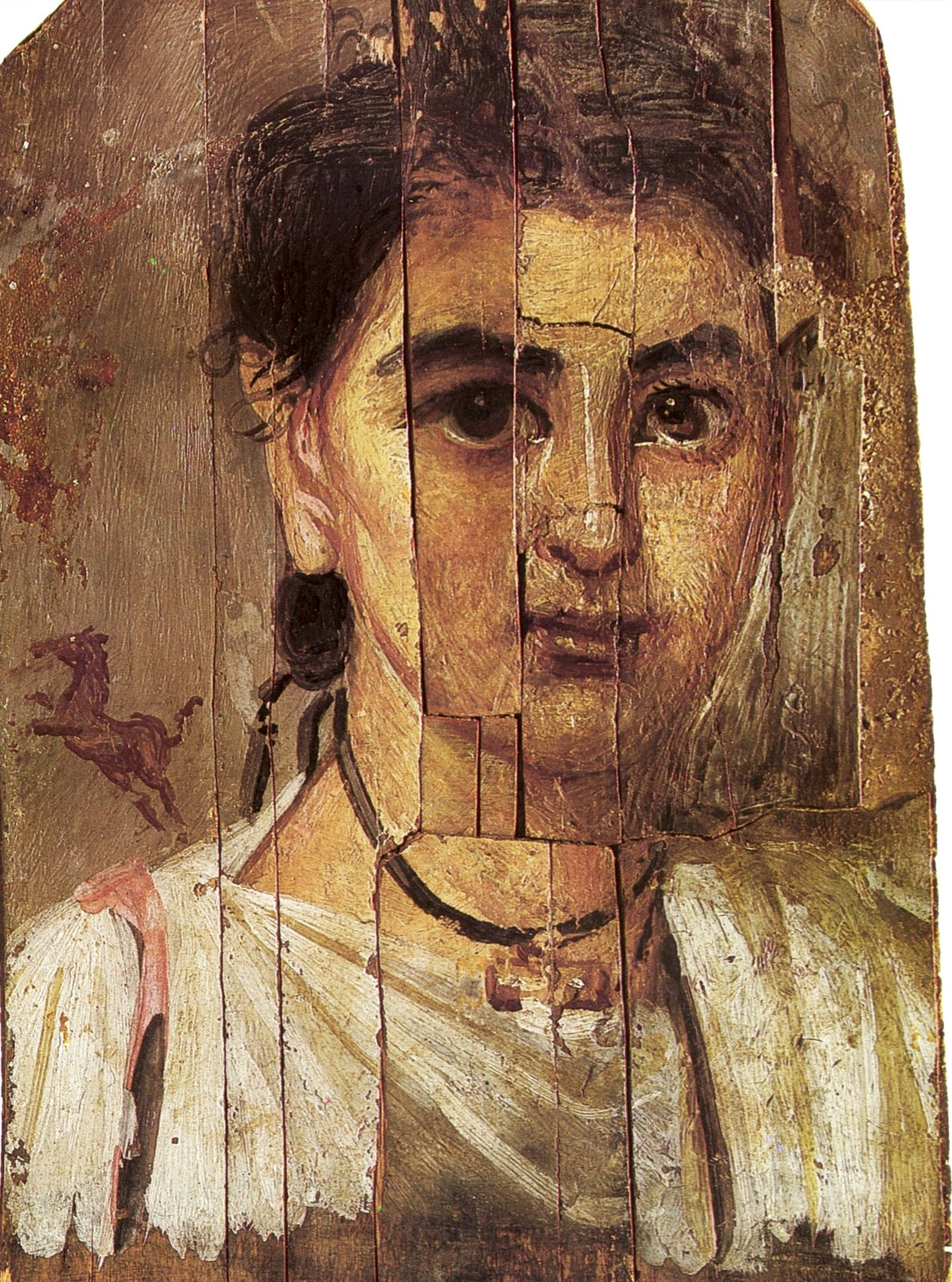
پرتره مومیایی از فیوم نیمهٔ دوم سدهٔ دوم میلادی

توتن‌پس (انگلیسی: Totenpass) که در لاتین لاملا نامیده می‌شود و ممکن است از آلمانی به عنوان گذرنامه مردگان ترجمه شود، به لوح‌های طلایی حکاکی شده، برگ‌های فلزی نوشته شده، یا برگ‌های فلزی که در گورهای باستانی یافت می‌شود، گفته می‌شود. عمدتاً از آن‌ها در آیین اورفئوسی، دیونیسوس و برخی ادیان مصری و ادیان سامی ادیان سامی استفاده می‌شده‌است. این لوح‌ها اطلاعاتی برای سفر فرد مرده در جهان اموات است و برای اطمینان از رفتار خیرخواهانه خدایان جهان زیرین است، به همین دلیل است که گاهی از آنها به عنوان راه‌های مرگ یاد می‌شود. این برگ‌های طلا معمولاً در نزدیکی دست یا دهان فرد مرده یافت می‌شود؛ گاهی احتمالاً آن‌ها را در دور گردن می‌بستند، همان‌طور که در پرتره مومیایی از فیوم دیده می‌شود. «لوح‌های طلای اورفیک» شاید شناخته‌شده‌ترین نمونه از آن باشند.

## در فرهنگ یونانی-رومی

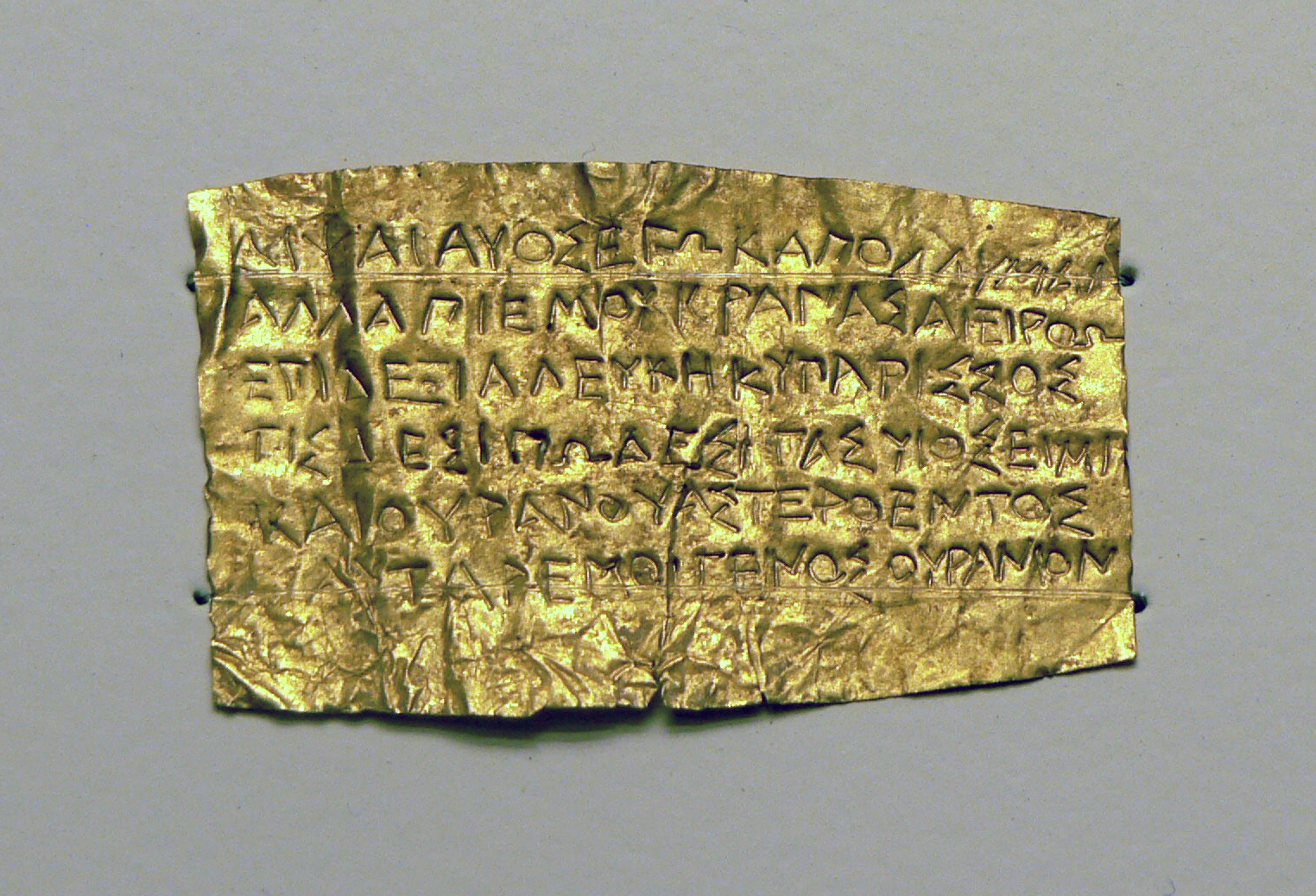
یک «لوح طلای اورفیک» یافت شده در یک کوزه برنزی تشییع جنازه، مربوط به قرن چهارم پیش از میلاد، این لوح در موزه گتی لس آنجلس نگهداری می‌شود.

در فرهنگ یونانی-رومی «لاملاها» صفحات کوچکی از ورق طلا هستند و «اپیستومیا» به نوارهای طلایی کوچکی اشاره دارد که عموماً روی بدن جسد گذاشته شده‌است. اپیستومیایی که در حفاری‌های سیستماتیک کشف شده‌اند، روی یا داخل دهان، روی قفسه سینه یا در دست متوفی یافت شده‌است؛ یا اگر متوفی سوزانده شده بود، در داخل یک کوزه ای که پس از جمع‌آوری بقایای متوفی از آتشگاه، در کنار آن قرار داده شد، جای داده شده‌اند. بیشتر آنها حاوی دستورهای صریح یا ضمنی به متوفی در مورد چگونگی عمل در عالم اموات برای کسب خوشبختی است.
این الواح ابعاد بسیار کوچکی دارند (بین ۸ تا ۴ سانتی‌متر عرض و ۳ تا ۱ سانتی‌متر طول دارند) و به چند دلیل، کتیبه‌های روی لوح‌های طلا اهمیت زیادی برای دین یونانی دارند. این کتیبه‌ها از معدود گواهی‌های دست اولی هستند که از تجربیات مذهبی و انتظارات یک فرقه اسرار باستانی به ما می‌گویند. و این الواح برای آسان‌سازی مسیر به الیزیوم (بهشت) طراحی شده‌اند. آنها راهنمایی ورود به بهشت بودند و از دیدگاه شخص فوت شده نوشته شده‌است. تاریخ این گذرنامه‌ها بیشتر به قرن‌های چهارم تا سوم پیش از میلاد بازمی‌گردد. حدود ۳۰ تا ۴۰ از آنها در قسمت یونانی زبان اطراف دریای مدیترانه، جزیره کرت تا منطقه اصلی تسالی در شمال یونان و مگنا گراسیا، منطقه ای از ساحلی جنوب ایتالیا که توسط یونانیان باستان مستعمره شد، یافت شده‌است. احتمالاً در خلال مراسم پاگشایی در فرقه‌های اسرارآمیز یونانی-رومی بود که برای اولین بار به پیروان دستورالعمل‌هایی در مورد نحوه رفتار و کارهایی که باید در دنیای اموات انجام دهند داده می‌شد که این دستورالعمل‌ها به شکل اختصاری روی لوح‌های طلا یافت می‌شود.
آنها از سراسر جهان یونان می‌آیند و بین اواخر قرن ۵ قبل از میلاد و قرن دوم پس از میلاد، بر روی لوح‌ها متونی به زبان یونانی باستان حک شده‌است که طول آنها از یک کلمه تا شانزده بیت شعر متفاوت است. متون طولانی‌تر دستورالعمل‌ها و اطلاعاتی را برای هدایت روح متوفی در حالی که راه خود را در جهان اموات طی می‌کند، ارائه می‌دهد و اطمینان حاصل می‌کند که از رفتار ترجیحی حاکمان آنجا برخوردار می‌شود. در اوایل قرن بیستم به این الواح برچسب «اورفیک» داده شد، زیرا محققان فکر می‌کردند اظهارات آنها منعکس کننده اصول یک سیستم مذهبی است که یونانیان و رومیان باستان معتقد بودند توسط موسیقیدان افسانه ای اورفئوس اختراع و منتشر شده‌است. با این حال، اکتشافات جدیدتر از الواح که به عصای آئینی تیرسوس اشاره دارد. (عصاهایی که توسط پرستندگان خدای باکوس حمل می‌شوند) نشان می‌دهد که این لوح‌ها با آیین‌های اسرارآمیزی مرتبط است که در آن باکوس (که دیونیسوس نیز نامیده می‌شود) و مادرش پرسفونه مهم‌ترین خدایان بودند. این آیین اسرار دیونیسوسی نام دارد. اورفیک نامیدن الواح کاملاً اشتباه نیست، زیرا ابیاتی که بر روی لوح‌ها حک شده احتمالاً از شعری منسوب به اورفئوس گزیده شده‌است. اکنون برخی از محققان این الواح را اورفیک، برخی باکیک و برخی دیگر صرفاً به عنوان الواح طلا یاد می‌کنند. بیشتر لوح‌ها در جنوب ایتالیا، شمال یونان یا کرت یافت شده‌اند، اما یکی از سیسیل و دیگری از روم است.

### بررسی لوح‌ها
گونتر زانتز کامل‌ترین بررسی را از لوح‌های طلای کشف‌شده تا سال ۱۹۷۱ انجام داد (در توریی، کرت، و جاهای دیگر)، و آنها را به سه گروه طبقه‌بندی کرد که به گونه‌شناسی (باستان‌شناسی) استاندارد تبدیل شدند. زانتز متن ترانویسی را همراه با بازسازی ارائه کرد و بنیاد مذهبی آنها را به جای آیین اورفئوسی به عنوان مکتب فیثاغوری تفسیر کرد. لغت‌شناسی ریچارد یانکو پیشنهاد کرد که گروه B از مجموعه زانتز برگرفته از یک کهن‌الگوی واحد، که برای آن متنی فرضی یونانی باستان و ترجمه انگلیسی زیر را در حین تلاش ارائه کرد، تأکید کرد که بر پیش‌برداشت‌ها در مورد الهیات تکیه نکنیم:
در تالارهای هادس در سمت راست چشمه‌ای می‌بینید و در کنار آن درختی شبح‌آلود قرار دارد که ارواح مرده‌ای که در آن فرود می‌آیند جان خود را می‌شویند. حتی به این بهار نزدیک نشو. در ادامه، آب خنکی را خواهید یافت که از حوض نماسینی جاری است: بر فراز این نگهبانان ایستاده‌است. آنها با ذهنی مشتاق از شما خواهند پرسید که جستجوی شما در تاریکی هادس مرگبار چیست؟ از تو خواهند پرسید که به چه دلیل آمده‌ای؟ تمام حقیقت را مستقیماً به آنها بگویید. بگو: من فرزند زمین و بهشت پر ستاره هستم، ولی تولد من از بهشت است، این را خودتان می‌دانید. من از تشنگی خشک شده‌ام و از بین می‌روم: به سرعت آب خنکی به من بده که از حوض خاطره جاری می‌شود. مطمئناً پادشاهان عالم اموات بر شما ترحم خواهند کرد و خود از چشمه الهی به شما آب خواهند داد. آنگاه شما که مشروب خوردید، راه مقدسی را که دیگران آغاز می‌کنند بپیمایید و فرقه دیونیسوس با شکوه قدم بردارید. پس از آن شما در میان دیگر قهرمانان حکومت خواهید کرد.
در ابتدا، آنها با آیین اورفئوسی، سپس با مکتب فیثاغوری یا، متقاعدکننده‌تر، با اسرار دیونیسوسی مرتبط بودند. اما یافته‌های جدیدتر ماهیت مشکل‌ساز تعریف محدودی از وابستگی مذهبی آنها را نشان داده‌است.

## در مصر باستان
کتاب مردگان مجموعه ای منحصر به فرد از متون تشییع جنازه مصری از منابع مختلف است که از قرن پانزدهم تا چهارم قبل از میلاد باز می گردد. متشکل از طلسم ها، دعاها و افسون ها، هر بخش حاوی واژه های قدرتمند برای غلبه بر موانع در زندگی پس از مرگ است. پاپیروس‌ها را اغلب در تابوت‌ها می‌گذاشتند تا مرده‌ها از آن‌ها به‌عنوان «گذرنامه در سفر خود» پس از دفن استفاده کنند و مملو از توصیه‌هایی درباره کشتی‌ران، خدایان و پادشاهانی بود که در راه ملاقات می‌کردند. کتاب مردگان که بینش‌های ارزشمندی را در مورد مصر باستان ارائه می‌کند، مدت‌ها الهام‌بخش پژوهشگران به دنیای غیبی و زندگی پس از مرگ بوده است.
طور کلی پذیرفته شده‌است که شباهت جالبی بین آنچه در کتاب مردگان آمده و «ورق طلای اورفیک» وجود دارد. مشخص نیست که میزان اثرپذیری و وابستگی ارفیک‌ها به مصر تا چه اندازه بوده‌است. مصریان باستان تصور می‌کردند که مردگان باید سفری طولانی را در جهان زیرین طی کنند. آنها تشنه می‌شوند و حسرت آب را دارند. آنها به درختی کنار چشمه می‌رسند و می‌خواهند آب بنوشند، سپس نگهبانان سر راه مرده قرار می‌گیرند و سؤال می‌پرسند. فقط زمانی که او به آنها پاسخ صحیح دهد می‌گذارند آب خنک را بنوشد. سپس مردگان محاکمه شوند و در مورد بی گناهی شان او سخنی طولانی بیان کنند. اگر این مورد پذیرفته شود، باید تحت بازجویی قرار می‌گیرد، مرده باید دانش خود را از اسطوره مصر ثابت می‌کند. سپس از دروازه ای عبور می‌کند که خدای مصری اوزیریس پشت آن بر تخت نشسته‌است. او با مردگان یکسان صحبت می‌کند او را به جایگاه پرهیزگاران رها می‌کند. این قضاوت مردگان فقط یک ایده اسطوره ای از زندگی پس از مرگ زیرزمینی نبود.
بلکه در واقع قبل از دفن روی زمین اتفاق می‌افتاد. برخی از متون تشییع جنازه مصر متاخر حاوی کل متن مراسم تشییع جنازه است. مردگان قضات الهی را ملاقات می‌کنند؛ راهب دیگری از طرف مرده بی گناهی را اعلام می‌کند. در آخر یک کشیش صحبت می‌کند که
نقش اوزیریس را برعهده گرفته‌است، مردگان را رها می‌کند و مرده به قلمروهای مبارک وارد می‌شود. کاهنی که نقش تحوت را بازی می‌کند گواهی نامه ای صادر می‌کند که در قبر متوفی قرار داده می‌شود، که در آن تأیید شده‌است که ازیریس مرد مرده را در قضاوت اخروی تبرئه کرده‌است. اکنون دیگر هیچ وحشتی وجود ندارد. مرده «کسی است که با آزمایش وارد شده و تأیید شده از قضاوت اخروی بیرون می‌آید».